# Challenge des Amériques féminin de hockey sur gazon 2021
Navigation
Chiclayo 2015 Hamilton 2024
Le Challenge des Amériques féminin de hockey sur gazon 2021 sera la troisième édition du Challenge des Amériques, le tournoi quadriennal de qualification pour la Coupe des Amériques organisé par la Fédération panaméricaine de hockey sur gazon.
Le tournoi se déroulera parallèlement au tournoi masculin à Lima, au Pérou, du 26 septembre au 2 octobre 2021. Le tournoi devait initialement se dérouler du 27 juin au 5 juillet 2020. En raison de la pandémie de Covid-19, le tournoi a été reporté et le 4 février 2021, les dates actuelles ont été annoncées. Les finalistes se qualifieront pour la Coupe d'Amérique masculine de hockey sur gazon 2022.

## Équipes qualifiées
Au total, quatre équipes se sont affrontées pour le titre:
- Pérou
- Brésil
- Trinité-et-Tobago
- Paraguay

## Résultats

### Poule
| Rang | Équipe            | J | V | N | P | BP | BC | Diff | Pts |
| ---- | ----------------- | - | - | - | - | -- | -- | ---- | --- |
| 1    | Pérou             | 3 | 2 | 0 | 1 | 3  | 2  | +1   | 6   |
| 2    | Trinité-et-Tobago | 3 | 1 | 2 | 0 | 4  | 3  | +1   | 5   |
| 3    | Paraguay          | 3 | 1 | 1 | 1 | 5  | 5  | 0    | 4   |
| 4    | Brésil            | 3 | 0 | 1 | 2 | 2  | 4  | -2   | 1   |

Source: FIH
En cas d'égalité de points de plusieurs équipes à l'issue des matchs de poule, les critères suivants sont appliqués dans l'ordre indiqué pour établir leur classement:
1. Points de chaque équipe,
2. Matchs gagnés,
3. Différence de buts,
4. Buts pour,
5. Plus grand nombre de points obtenus dans les matchs de poule disputés entre les équipes concernées,
6. Buts marqués en plein jeu.

### Matches
1re journée
| Match 1                 | (37) Brésil | 1 - 2   | Paraguay (58)           |                                                          |                                                          |
| 26 septembre 2021 11h00 | Queiroz 25e | (1 - 1) | 23e Samudio · 39e Acuna | Arbitrage : Daniel Gonzalez Alvizuri Rodrigo Rivadeneira | Arbitrage : Daniel Gonzalez Alvizuri Rodrigo Rivadeneira |
| 26 septembre 2021 11h00 | Rapport     |         |                         | Arbitrage : Daniel Gonzalez Alvizuri Rodrigo Rivadeneira | Arbitrage : Daniel Gonzalez Alvizuri Rodrigo Rivadeneira |

| Match 2 | (34) Pérou | 0 - 1   | Trinité-et-Tobago (48) |                                        |                                        |
| 13h00   |            | (0 - 0) | 60e Govia              | Arbitrage : Oscar Lares Victoria Pazos | Arbitrage : Oscar Lares Victoria Pazos |
| 13h00   | Rapport    |         |                        | Arbitrage : Oscar Lares Victoria Pazos | Arbitrage : Oscar Lares Victoria Pazos |

2e journée
| Match 3                 | (43) Trinité-et-Tobago | 2 - 2   | Paraguay (48)        |                                              |                                              |
| 28 septembre 2021 11h00 | Hingh 41e · Henry 60e  | (0 - 0) | 45e Roa · 54e Duarte | Arbitrage : Rodrigo Rivadeneira Reinier Diaz | Arbitrage : Rodrigo Rivadeneira Reinier Diaz |
| 28 septembre 2021 11h00 | Rapport                |         |                      | Arbitrage : Rodrigo Rivadeneira Reinier Diaz | Arbitrage : Rodrigo Rivadeneira Reinier Diaz |

| Match 4 | (37) Pérou   | 1 - 0   | Brésil (38) |                                         |                                         |
| 13h00   | M. Montes 4e | (1 - 0) |             | Arbitrage : Victoria Pazos Luis Cardona | Arbitrage : Victoria Pazos Luis Cardona |
| 13h00   | Rapport      |         |             | Arbitrage : Victoria Pazos Luis Cardona | Arbitrage : Victoria Pazos Luis Cardona |

3e journée
| Match 5                 | (42) Trinité-et-Tobago | 1 - 1   | Brésil (46)  |                                                |                                                |
| 29 septembre 2021 11h00 | Henry 46e              | (0 - 0) | 32e Fedrizzi | Arbitrage : Rodrigo Rivadeneira Victoria Pazos | Arbitrage : Rodrigo Rivadeneira Victoria Pazos |
| 29 septembre 2021 11h00 | Rapport                |         |              | Arbitrage : Rodrigo Rivadeneira Victoria Pazos | Arbitrage : Rodrigo Rivadeneira Victoria Pazos |

| Match 6 | (35) Pérou                   | 2 - 1   | Paraguay (48) |                                        |                                        |
| 13h00   | M. Montes 9e · V. Montes 45e | (1 - 0) | 43e Catebra   | Arbitrage : Mary Driscoll Luis Cardona | Arbitrage : Mary Driscoll Luis Cardona |
| 13h00   | Rapport                      |         |               | Arbitrage : Mary Driscoll Luis Cardona | Arbitrage : Mary Driscoll Luis Cardona |

## Demi-finales pour la première place
|  | Demi-finales           | Demi-finales           |                        |       | Finale | Finale |
|  | Demi-finales           | Demi-finales           |                        |       | Finale | Finale |
|  |                        |                        |                        |       |        |        |
|  |                        |                        |                        |       |        |        |
|  |                        |                        |                        |       |        |        |
|  | Pérou (34)             | 2                      |                        |       |        |        |
|  | Pérou (34)             | 2                      |                        |       |        |        |
|  | Brésil (45)            | 0                      |                        |       |        |        |
|  | Brésil (45)            | 0                      | Pérou (33)             | 2     |        |        |
|  |                        |                        | Pérou (33)             | 2     |        |        |
|  |                        | Trinité-et-Tobago (42) | 0                      |       |        |        |
|  | Trinité-et-Tobago (43) | Trinité-et-Tobago (42) | 0                      | 1 (4) |        |        |
|  | Trinité-et-Tobago (43) |                        |                        | 1 (4) |        |        |
|  | Paraguay (55)          | 1 (3)                  |                        |       |        |        |
|  | Paraguay (55)          | 1 (3)                  | Match pour la 3e place |       |        |        |
|  |                        |                        |                        |       |        |        |
|  |                        |                        |                        |       |        |        |
|  |                        |                        |                        |       |        |        |
|  | Brésil (48)            | 1                      |                        |       |        |        |
|  | Brésil (48)            | 1                      |                        |       |        |        |
|  | Paraguay (61)          | 3                      |                        |       |        |        |
|  | Paraguay (61)          | 3                      |                        |       |        |        |

### Demi-finales
| Match 7                | (34) Pérou                     | 2 - 0   | Brésil (45) |                                       |                                       |
| 1er octobre 2021 11h00 | Moccagatta 10e · M. Montes 37e | (1 - 0) |             | Arbitrage : Mary Driscoll Oscar Lares | Arbitrage : Mary Driscoll Oscar Lares |
| 1er octobre 2021 11h00 | Rapport                        |         |             | Arbitrage : Mary Driscoll Oscar Lares | Arbitrage : Mary Driscoll Oscar Lares |

| Match 8 | (43) Trinité-et-Tobago                                        | 1 - 1             | Paraguay (55)                                                  |                                              |                                              |
| 13h00   | Sh. De Freitas 37e                                            | (0 - 0)           | 51e Catebra                                                    | Arbitrage : Rodrigo Rivadeneira Reinier Diaz | Arbitrage : Rodrigo Rivadeneira Reinier Diaz |
| 13h00   | Rapport                                                       |                   |                                                                | Arbitrage : Rodrigo Rivadeneira Reinier Diaz | Arbitrage : Rodrigo Rivadeneira Reinier Diaz |
| 13h00   | Sa. De Freitas · Olton · Govia · Henry · Hingh · ---- · Govia | Tirs au but 4 - 3 | Zambrini · Sanchez · Samudio · Cacace · Romero · ---- · Cacace | Arbitrage : Rodrigo Rivadeneira Reinier Diaz | Arbitrage : Rodrigo Rivadeneira Reinier Diaz |

### Troisième et quatrième place
| Match 9              | (48) Brésil   | 1 - 3   | Paraguay (61)                          |                                                          |                                                          |
| 2 octobre 2021 11h00 | Schlemper 50e | (0 - 2) | 4e Samudio · 24e Sanchez · 55e Catebra | Arbitrage : Daniel Gonzalez Alvizuri Rodrigo Rivadeneira | Arbitrage : Daniel Gonzalez Alvizuri Rodrigo Rivadeneira |
| 2 octobre 2021 11h00 | Rapport       |         |                                        | Arbitrage : Daniel Gonzalez Alvizuri Rodrigo Rivadeneira | Arbitrage : Daniel Gonzalez Alvizuri Rodrigo Rivadeneira |

### Finale
| Match 10             | (33) Pérou                 | 2 - 0   | Trinité-et-Tobago (42) |                                      |                                      |
| 2 octobre 2021 15h00 | Alonso 26e · M. Montes 44e | (1 - 0) |                        | Arbitrage : Oscar Lares Luis Cardona | Arbitrage : Oscar Lares Luis Cardona |
| 2 octobre 2021 15h00 | Rapport                    |         |                        | Arbitrage : Oscar Lares Luis Cardona | Arbitrage : Oscar Lares Luis Cardona |

## Classement final
| Rang | Équipe            | J | V | N | P | BP | BC | Diff | Pts | Qualification         |
| ---- | ----------------- | - | - | - | - | -- | -- | ---- | --- | --------------------- |
| 1    | Pérou             | 5 | 4 | 0 | 1 | 7  | 2  | +5   | 12  | Coupe d'Amérique 2022 |
| 2    | Trinité-et-Tobago | 5 | 1 | 3 | 1 | 5  | 6  | -1   | 6   | Coupe d'Amérique 2022 |
| 3    | Paraguay          | 5 | 2 | 2 | 1 | 9  | 7  | +2   | 8   |                       |
| 4    | Brésil            | 5 | 0 | 1 | 4 | 3  | 9  | -6   | 1   |                       |